# Malt Sogn
Malt Sogn er et sogn i Malt Provsti (Ribe Stift).
I 1800-tallet var Folding Sogn anneks til Malt Sogn. Begge sogne hørte til Malt Herred i Ribe Amt. Malt-Folding sognekommune blev senere delt, så hvert sogn var en selvstændig sognekommune. Ved kommunalreformen i 1970 blev Malt indlemmet i Vejen Kommune. Folding indgik allerede inden kommunalreformen i Brørup Kommune, der ved strukturreformen i 2007 også indgik i Vejen Kommune.
Askov Kirke blev bygget i 1900 som valgmenighedskirke. Da valgmenigheden blev opløst i 1972, blev kirken annekskirke i Malt Sogn. Den blev sognekirke i Askov Sogn, da det i 1986 blev udskilt som selvstændigt sogn.
I Malt Sogn ligger Malt Kirke.
I sognet findes følgende autoriserede stednavne:
- Baslund (bebyggelse)
- Bavnborg (bebyggelse)
- Bjergum (areal)
- Estrup (ejerlav, landbrugsejendom)
- Estrup Mark (bebyggelse)
- Estrup Skov (areal)
- Estrupkær (bebyggelse)
- Jelshøj (bebyggelse)
- Kongehøje (areal)
- Ladelund (bebyggelse)
- Langeskov (bebyggelse)
- Malt (bebyggelse)
- Maltbæk (bebyggelse, ejerlav)
- Maltbæk Mark (bebyggelse)
- Mølbjerg (bebyggelse)
- Skibelund (bebyggelse)